# Casa dei sindacati (Mosca)
La Casa dei sindacati (in russo Дом Союзов?, Dom Sojuzov) è un palazzo storico di Mosca, al Nr. 1 della strada Bol'šaja Dmitrovka.
Al suo interno vi è la monumentale Sala delle colonne, capace di 1.265 posti. È così chiamata in quanto circondata da 28 colonne di legno con finitura in finto marmo, ciascuna alta 9,80 metri. Inoltre vi sono la Sala d'Ottobre (470 posti), la Sala rotonda e una sala per banchetti.

## Storia
Fu costruito intorno al 1775 dall'architetto Matvej Kazakov per ospitare le riunioni della nobiltà di Mosca. Nel 1917, dopo la Rivoluzione d'ottobre, l'edificio fu convertito a sede dei sindacati sovietici.
Durante l'Unione Sovietica (fino al 1991), la Sala delle colonne era particolarmente usata per lo svolgimento dei congressi del Partito Comunista dell'Unione Sovietica e per eventi salienti di carattere culturale. Per molti artisti, sia sovietici che di altri paesi, una loro esibizione nella Sala delle colonne era considerata un punto culminante della loro carriera.
Le salme di molte personalità di rilievo sovietiche venivano esposte in pubblico per un certo tempo nella Sala delle colonne, per essere successivamente sepolte nelle mura del Cremlino. La maggior parte di essi erano capi di partito e di Stato sovietici, ma anche militari di alto rango e cosmonauti che persero la vita durante le missioni spaziali. I funerali di Stato partivano dalla Casa dei sindacati per arrivare alla Piazza Rossa. 

## Eventi
La Sala delle colonne ha ospitato diversi eventi di rilievo, tra cui:
- 1860:   primo concerto sinfonico nella Sala delle colonne, diretto da Nikolaj Rubinštejn
- 1880:   discorso di Fëdor Dostoevskij in onore del poeta Aleksandr Puškin
- 1924:   esposizione pubblica della salma di Lenin
- 1935:   torneo di scacchi di Mosca 1935
- 1936:   torneo di scacchi di Mosca 1936
- 1937-1938:  processi politici nell'ambito delle purghe staliniane
- 1938:   prima mondiale della canzone popolare Katjuša
- 1942:   concerto dell'Orchestra filarmonica di Leningrado, diretto da Dmitrij Šostakovič
- 1948:   seconda fase (la prima si svolse in Olanda) del Campionato del mondo di scacchi 1948
- 1953:   esposizione pubblica della salma di Stalin
- 1980:   83º Congresso del CIO, con l'elezione di Juan Antonio Samaranch come Presidente
- 1984:   Campionato del mondo di scacchi tra Anatolij Karpov e Garri Kasparov
- 1987:   prima sfilata di moda in Russia organizzata da una rivista di moda occidentale (la tedesca Burda Moden)